# Oecusse
Oecusse (také Oe-Kusi, Oecussi, Ocussi nebo Oecussi-Ambeno) je jedním ze třinácti distriktů tvořících republiku Východní Timor. Nachází se na pobřeží Sawuského moře a tvoří exklávu oddělenou od zbytku země územím indonéské provincie Východní Nusa Tenggara. Má rozlohu 814 km² a žije zde přes sedmdesát tisíc obyvatel. Správním střediskem je Pante Macassar, zvané také Oecussi.

## Přírodní poměry
Osou distriktu je řeka Tono. Při mořském pobřeží leží rovinaté savany, vnitrozemí je hornaté a porostlé křídlokovými lesy, nejvyšší horou je Bisae Súnan (1560 m), jejímž vrcholem prochází hranice s Indonésií.

## Historie
Oblast je pojmenována podle původních domorodých států Oecusse a Ambeno. V ústí řeky Tono se roku 1515 vylodili portugalští misionáři. Vesnice Lifau byla nejstarším portugalským opěrným bodem na Timoru a centrem obchodu se santalovým dřevem, původně zde vládli christianizovaní portugalsko-domorodí míšenci zvaní Topasses, roku 1702 byla zřízena portugalská kolonie. Timor byl dlouho předmětem sporů mezi Portugalci a Nizozemci, roku 1859 byla v Lisabonu podepsána smlouva o rozdělení ostrova, po níž se Oecusse stalo exklávou obklopenou nizozemským územím. Za druhé světové války ostrov okupovalo Japonsko, roku 1975 Portugalci odešli a byla vyhlášena nezávislost Východního Timoru, kterou však Indonésie neuznala a vojensky obsadila celé území až do roku 1999, v roce 2002 se stala exkláva součástí nezávislého východotimorského státu.

## Administrativní dělení
Distrikt se dělí na čtyři subdistrikty: Pante Macassar, Nitibe, Oesilo a Passabe.

## Obyvatelstvo
Většinu obyvatel tvoří domorodí Atoni, hovořící jazykem Uab Meto, používá se také tetum, portugalština a indonéština. Více než 99 % věřících se hlásí k římskokatolické církvi.

## Ekonomika
Kraj je chudý a trpí svojí izolovanou polohou: nejkratší vzdálenost exklávy od zbytku země činí 58 kilometrů vzdušnou čarou, z hlavního města Dili jezdí do Pante Macassaru trajekt dvakrát do týdne. Převládá samozásobitelské zemědělství založené na rýži, kukuřici a sóji, rozšířené je i pěstování kávovníku a chov dobytka.